# 7326 Tedbunch
7326 Tedbunch (1981 UK22) là một tiểu hành tinh vành đai chính được phát hiện ngày 24 tháng 10 năm 1981 bởi S. J. Bus ở Palomar.